# Giovanni Tocci
Giovanni Tocci (Cosenza, 31 agosto 1994) è un tuffatore italiano, atleta del Centro Sportivo dell'Esercito.

## Biografia
La sua famiglia è originaria di Arcavacata di Rende, a pochi chilometri da Cosenza. Qui l'atleta è cresciuto e si è formato insieme ai suoi genitori Gabriele e Liberata.
Ha partecipato ai Campionati mondiali di nuoto di Kazan' 2015 nel concorso del trampolino 3 metri sincro, in coppia con Andrea Chiarabini; la coppia italiana ha superato il turno preliminare con il quinto piazzamento, in finale ha concluso la gara al nono posto in classifica.
Il 10 maggio 2016, in occasione dei campionati europei vince l'argento nel trampolino da 1 metro, alle spalle dell'ucraino Illja Kvaša; la medaglia di Tocci rappresenta un importante ritorno sulle scene dell'Italia, in quanto in campo maschile non si otteneva un piazzamento sul podio in una competizione tuffistica internazionale da ben sette anni, cioè dagli europei di Torino 2009.
Ai campionati mondiali di nuoto 2017 ottiene la medaglia di bronzo nel trampolino da 1 metro.
Agli europei di nuoto di Glasgow 2018 ha vinto la medaglia d'argento nel trampolino 1 m, chiudendo alle spalle del britannico Jack Laugher. Negli anni successivi otterrà altre quattro medaglie a livello continentale (un bronzo a Budapest 2020, un argento e due bronzi a Roma 2022).
Ai mondiali di Doha 2024 si aggiudica l'argento nel sincro 3 metri in coppia con Lorenzo Marsaglia. Nell'agosto seguente, sempre in coppia con l'atleta romano, nella gara del sincro da 3 metri di coppia raggiunge il quarto posto finale alle Olimpiadi di Parigi 2024.

## Palmarès
- Mondiali

Budapest 2017: bronzo nel trampolino 1m.
Doha 2024: argento nel sincro 3m.
- Europei di nuoto/tuffi

Londra 2016:  argento nel trampolino 1m.
Glasgow 2018: argento nel trampolino 1m.
Budapest 2020: bronzo nel trampolino 1m.
Roma 2022: argento nel sincro 3m, bronzo nel trampolino 1m e nel trampolino 3m.
Antalya 2025: argento nel sincro 3m.
- Giochi europei

Cracovia 2023: argento nel sincro 3m.
- Universiadi

Taipei 2017: bronzo nel trampolino 3m.
- Europei giovanili

Budapest 2009: oro nel trampolino 1m.
Helsinki 2010: argento nel sincro 3m.
Belgrado 2011: oro nel trampolino 1m e bronzo nel sincro 3m.
Graz 2012: oro nel trampolino 1m, nel trampolino 3m e nel sincro 3m.